# Maria Est
Maria Est (andere Namen: Moerenhouts Island, Wright Lagoon) ist ein Atoll das geografisch zum Tuamotu-Archipel, genauer zu den Actéon-Inseln in Französisch-Polynesien gehört. Die nächstgelegene Insel ist Matureivavao, 56 km nordwestlich. Das Atoll erhielt den Beinamen „Est“ um eine Verwechslung mit dem gleichnamigen Atoll Maria (Nororotu) auszuschließen, das zu den Australinseln gehört.

## Geographie

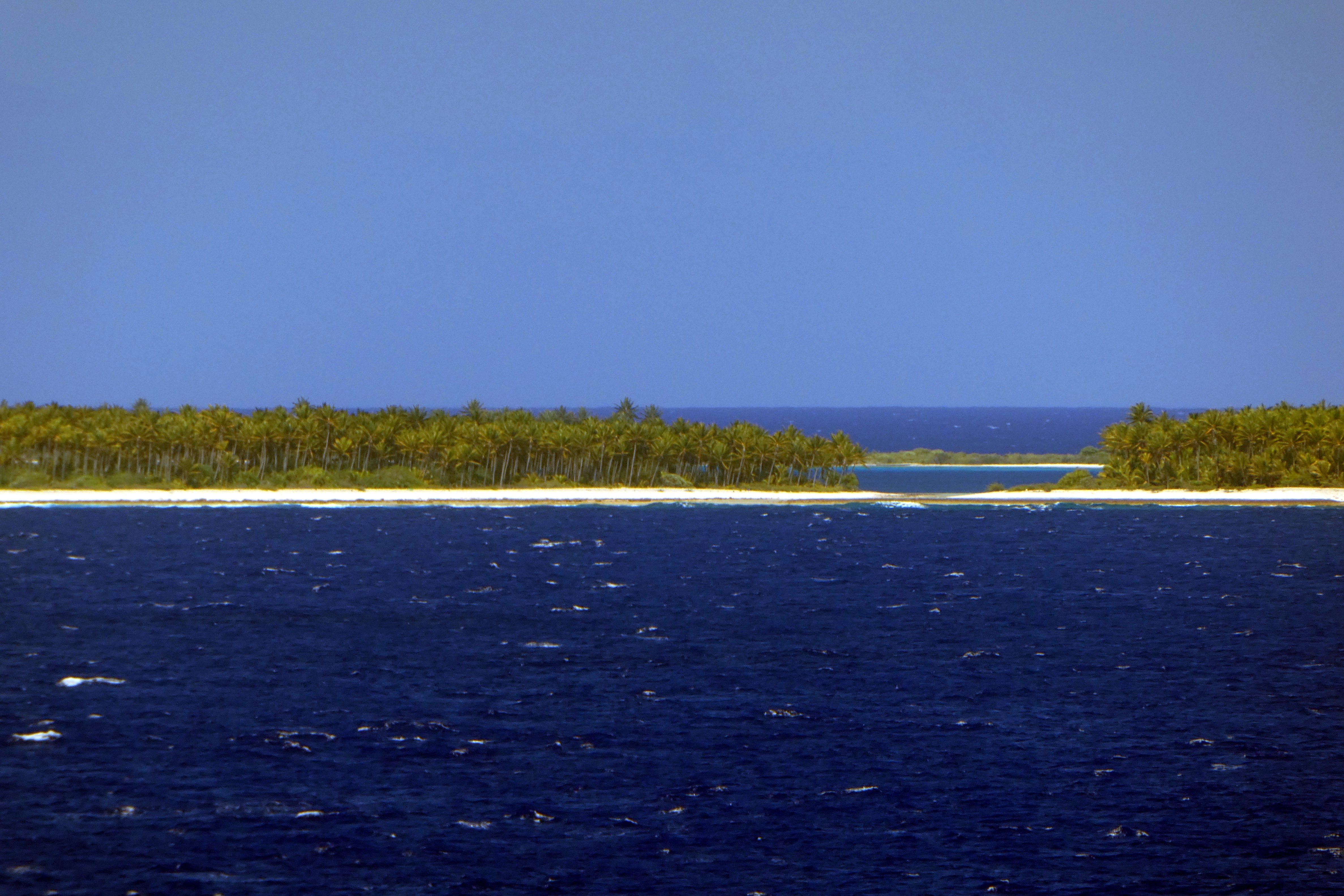
Die Riffpassage im Nordosten des Atolls

Die Lagune des nahezu ovalen Atolls ist von einem fast geschlossenen Korallenriff umgeben, aus dem sich zahlreiche kleine, dicht mit tropischer Vegetation bewachsene Motus erheben. Die Riffpassagen (Hoa) sind sehr flach, sodass ein Wasseraustausch zwischen der Lagune und dem Ozean nur bei hohen Wasserständen stattfindet. Die intensive Verdunstung, verbunden mit einem nicht ständig gewährleisteten Wasserzufluss, führt zu einem gesteigerten Salzgehalt in der Lagune.
Das 6 km lange und 3,5 km breite Atoll ist von einem dichten Kokospalmenwald bedeckt, der mit Pandanus-Bäumen durchsetzt ist. Ein Teil der Kokospalmen wurde angepflanzt. Das nicht ständig bewohnte Maria Est wird von Zeit zu Zeit von Bewohnern der Nachbarinseln aufgesucht, um die Kokosnüsse für die Kopra-Produktion abzuernten. Eine Siedlung gibt es auf der Insel nicht.

## Politik und Verwaltung
Maria Est gehört politisch zur Gemeinde Gambier (Commune de Gambier) und wird von der Unterabteilung Tuamotu-Gambier (Subdivision des Îles Tuamotu-Gambier) des Hochkommissariats von Französisch-Polynesien (Haut-commissariat de la République en Polynésie française) verwaltet.

## Geschichte
Anzeichen für die Anwesenheit polynesischer Ureinwohner sind nicht bekannt. Wegen fehlender Süßwasservorkommen dürfte eine dauerhafte Besiedlung auch auszuschließen sein. Die Insel wurde erst im Jahr 1829 von Jacques-Antoine Moerenhout entdeckt, der mit dem Schoner Volador von Valparaíso über Pitcairn nach Tahiti segelte. Auf alten Karten ist das Atoll noch als „Moerenhouts Island“ verzeichnet.
Thomas Ebrill, der britische Kapitän des Schoners Amphitrite, der mit Perlen und Sandelholz handelte, landete 1832 auf Maria Est. Er beschrieb die Insel als lang, niedrig und im Innern dicht bewaldet. Er konnte keine Anzeichen für evtl. Bewohner erkennen.
Den Namen „Wright Lagoon“ erhielt Maria Est von Kapitän Bothwick Wright (auch Wight), der mit seinem Schiff Medway das Atoll am 27. März 1837 erreichte. Die Medway war ein britisches Schiff, das Sträflinge nach Australien brachte. Wright hielt sich für den Erstentdecker und berichtet, die Insel sei unbewohnt und dicht bewaldet, es wüchsen  dort jedoch keine Kokospalmen.
Auf der Fahrt mit der Astrolabe von Mangareva nach Marutea Sud versuchte der französische Seefahrer und Entdecker Jules Dumont d’Urville Moerenhouts Insel aufzufinden. Er passierte am 16. August 1838 die von Moerenhout angegebene Position, konnte die Insel jedoch nicht sichten:

„Obschon der Horizont hell genug war, um eine niedrige Insel auf wenigstens vierzehn Meilen von der Höhe der Masten aus zu unterscheiden, so wurde doch nichts entdeckt und man muß daraus schließen, dass die Insel Moerenhout unrichtig angegeben ist, wenn sie überhaupt existirt.“

Der deutsche Ethnologe und Kolonialhistoriker Georg Friederici (1866–1947) erreichte Maria Est am 18. Juli 1909 mit dem Expeditionsdampfer Natuna im Rahmen einer wissenschaftlichen Expedition nach Deutsch-Neuguinea sowie zu den englischen und französischen Kolonien in der Südsee. Auch er fand die Insel unbewohnt vor, vermutete aber, dass die Lagune von Zeit zu Zeit von Perlentauchern aufgesucht wird.

## Sonstiges
Jack London beschreibt die Insel in seiner Kurzgeschichte „The seed of McCoy“ als: „A bad place, a very bad place!“